# Peapack-Gladstone
Peapack-Gladstone es un borough ubicado en el condado de Somerset en el estado estadounidense de Nueva Jersey. En el año 2010 tenía una población de 2,582 habitantes y una densidad poblacional de 172 personas por km².

## Geografía
Peapack-Gladstone se encuentra ubicado en las coordenadas 40°43′04″N 74°39′35″O / 40.71778, -74.65972.

## Demografía
Según la Oficina del Censo en 2000 los ingresos medios por hogar en la localidad eran de $99,499 y los ingresos medios por familia eran $118,770. Los hombres tenían unos ingresos medios de $62,446 frente a los $46,500 para las mujeres. La renta per cápita para la localidad era de $56,542. Alrededor del 4.2% de la población estaba por debajo del umbral de pobreza.